# Ben Lindsey
Benjamin "Ben" Barr Lindsey, född 25 november 1869, död 26 mars 1943, var en amerikansk jurist.
Lindsey var 1900-17 domare vid barndomstolen i Denver, Colorado. Som verksam deltagare i de amerikanska strävandena efter förbättrad ungdomsvård, var Lindsey framför allt känd för sina reformförslag i uppfostrings- och sexualfrågor. Bland hans skrifter finns Den moderna ungdomens uppror (1928) och Kamratäktenskapet (1929) översatta till svenska.